# Esai Morales
Esai Manuel Morales (Brooklyn, 1 oktober 1962) is een Amerikaans acteur.

## Achtergrond en carrière
Morales' ouders emigreerden van Puerto Rico naar de Verenigde Staten. Hij werd geboren in Brooklyn en studeerde aan de School of Performing Arts in Manhattan. Hij startte zijn acteercarrière in het begin van de jaren tachtig met gastrollen in onder meer Fame, Miami Vice en de The New Twilight Zone. In 1987 speelde hij een hoofdrol naast Lou Diamond Phillips in La Bamba, de film over rock-'n-roll legende Ritchie Valens.
Vanaf 2001 was hij drie seizoenen te zien als Lt. Tony Rodriguez in de politieserie NYPD Blue. In 2009 ging hij aan de slag in Caprica, een prequel op de herwerkte Battlestar Galactica serie. Hij vertolkte de rol van William Adama's vader Joseph. De serie werd na achttien afleveringen stopgezet. In 2013 was hij te zien in nieuwe afleveringen van Criminal Minds. 

## Filmografie
- Biblioteca Nacional de España: XX1260484
- Bibliothèque nationale de France: cb14037342s (data)
- Gemeinsame Normdatei: 142755192
- International Standard Name Identifier: 0000 0001 1557 5948
- Library of Congress Control Number: n88172019
- Nationale Bibliotheek van Tsjechië: xx0050489
- Nationale Bibliotheek van Israël: 987007428756305171
- Nederlandse Thesaurus van Auteursnamen: 07369715X
- SNAC: w6xd4whb
- Système universitaire de documentation: 180754734
- Virtual International Authority File: 117662845
- WorldCat: E39PBJt8hTkYPxdby8THTQtBT3